# 斯氏半海鯰
斯氏半海鯰為輻鰭魚綱鯰形目海鯰科的其中一種，分布於亞洲泰國至印尼的淡水、半鹹水水域，體長可達50公分，棲息在大型溪流、河口區，屬肉食性，以無脊椎動物及小魚為食。

## 擴展閱讀
維基物種上的相關：斯氏半海鯰